# 신푸사우루스

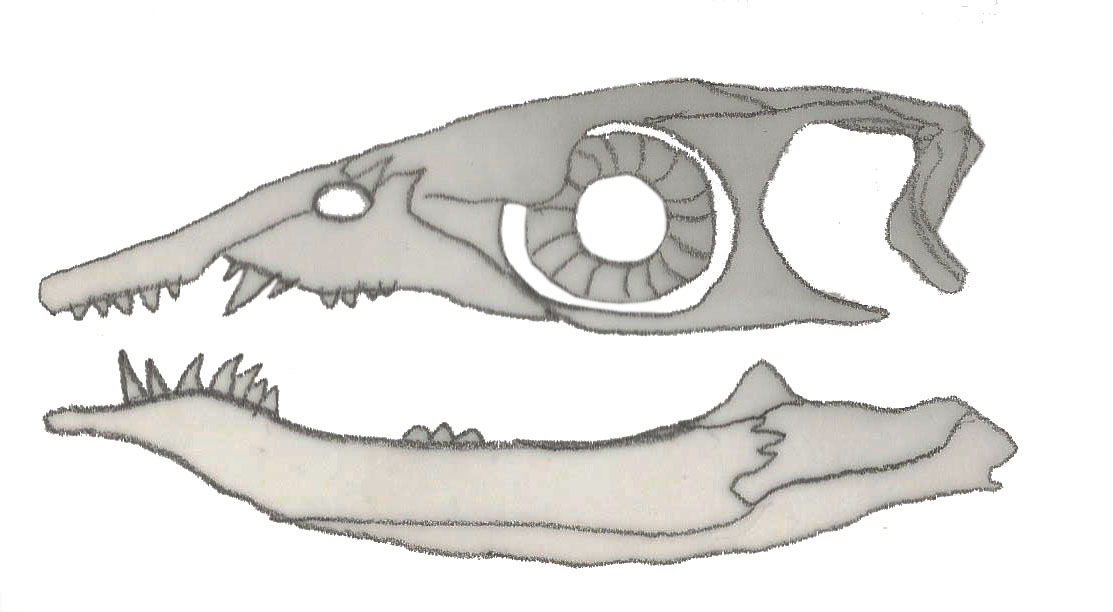

신푸사우루스(학명:Xinpusaurus suni Yin,)는 기룡목 탈라토사우루스과에 속하는 기룡이다. 지금은 멸종된 종으로 몸길이가 4~6m인 거대한 기룡에 속한다.

## 특징
신푸사우루스는 탈라토사우루스로, 길고 노들처럼 생긴 꼬리와 독립적으로 움직이는 숫자를 가진 짧은 다리를 가진 트라이아스기 해양 파충류 무리다. 구체적으로는 그룹 탈라토사우루아과 멤버로, 전축이 하강하는 것이 특징이다. 신푸사우루스는 짧은 목과 거대한 사분위수, 탈라토이크에 보존된 몇 안 되는 뇌경계 중 하나를 가지고 있었다. 이 속 아래턱에는 두 가지 다른 형태의 의치형 봉합이 나타나는데, 이는 측면으로부터 의치를 절개하는 등(타입 1)의 v자형 봉합이나 의치형(타입 2)의 밑을 이루는 등 사선봉합이다. X. bamaolinensis는 2형 봉합을 보존하고 X. kohi는 1형 봉합을 가지고 있다. X. 순이의 봉합은 시료마다 다른데 X. X. Xingyenis는 2형 봉합인 것 같다. 의치는 또한 코에 비해 좁고 짧으며, 턱 앞쪽에 튼튼하고 뾰족한 이빨이 있고 턱 뒤쪽에 넓은 으스러진 이빨이 있어, 비록 이러한 적응이 전적으로 짧고 뭉툭한 치아를 가진 콩카비스피나의 그것만큼 극단적인 것은 아니지만, 단단한 치아를 먹고 살았다는 것을 암시한다. 이 속은 또한 독특하게 위쪽으로 굽는 맥실라, 상어의 근위부가 넓고, 반경은 볼록한 측면 가장자리와 오목한 내측 가장자리를 가지고 있다. X. bamaolinensis와 X. kohi는 특히 길쭉한 전축(premaxillae)을 가지고 있었고, 좁고 뾰족한 로스트룸을 형성하고 있었다. 그러나 가장 긴 주둥이를 가진 표본들 역시 다른 비율에서 가장 작기 때문에 이것은 청소년적인 특성일 수도 있고 X. suni와 이러한 종들을 구별하는 데 사용될 수 없다. X. 싱기엔시스(X. Xingyeensis)는 알려진 가장 큰 종으로 다른 종과 달리 조갈의 후공정(후공정)을 가지지 않고 콩카비스피나속과 일부 유사성을 공유하기 때문에 아마도 가장 덜 발달한 종일 것이다. 신푸사우루스는 후기 트라이아스기 관링의 중국 구이저우에서 발견되었으며 지금은  멸종된 기룡의 한 속이다. 몇몇 종들 2000년 이후에 모식종 X인 그 종 Xbamaolinensis과 Xkohi과 함께 suni으로 지어졌다. 비록 2014년의 연구는 Xkohi 또한 유효하다고 주장했다. A2013년의 연구에 따르면 모든 세 종은 어떤 경우에 Xsuni 유일한 유효한 종은 그 밖의 가지고 있는 동의어를 토대로 방안을 제안했다. 네번째 종인 Xxingyiensis가 2016년에 기술되었다. 분류와 역사적으로 보면 신푸사우루스 수니는 2000년 Gmr 010, 011, 012, 013의 네 가지 표본을 바탕으로 인 외 연구진에 의해 처음 설명되었으며, Gmr 010(홀로형)만이 비공식적인 설명을 받았다. 이 종의 다른 표본들은 2001년부터 2002년까지 GGSr 001 (잘 보존된 두개골과 부분 골격) IVPP V 11860 (단독된 두개골), IVPP V 12673 (부분골격), IVPP V 14372 (단독된 두개골)를 포함하여 발견되었다. IVPP V 12673은 유일하게 잘 기술된 표본이다. 신푸사우루스 바마올리넨시스는 2003년 SPCV 30015에서 두 개의 분리된 슬래브에서 발견된 두개골과 턱이 잘 보존된 완전한 골격으로 묘사되었다. 이러한 슬래브는 동일한 개인을 나타내지 않을 수 있으며, 이 경우 앞 슬래브만 속(속)에 안전하게 할당될 수 있다. 그 설명 내의 불일치(탈라토룡에서 알 수 없는 특징인 쿼드라토쥬갈을 보고하는 것과 같은 것이다.)는 그 진단에 대해 약간의 혼란을 가져왔으며 이러한 문제를 해결하고 그것이 유효한 종인지 아닌지를 판단하기 위해서 재시술이 필요할 것이다. 신푸사우루스 코이는 2004년에 불완전한 골격인 GMPKU 2000/05에서 설명되었다. 이 표본은 또한 두 개의 슬래브에서도 발견되었는데, 뒷면 슬래브에는 뒷면 슬래브 대부분이 빠져 있었고, 아마도 첫 번째 슬래브와 같은 개인에 속하지 않았을 것이다. 또 골절 부근의 뼈 구조 일부가 훼손돼 골반 소재가 대부분 유실됐다는 증거도 있다. 2013년 분석에서는 X. 코히와 X. 수니를 구별할 수 있다고 믿었던 특징들 중 많은 것들이 불완전한 데이터, 잘못된 식별 또는 낮은 보존 때문에 부정확하다는 것을 보여주었다.[1] 그러나 2014년 재도약으로 종의 정통성이 되살아났다. 이 재구성은 추가적인 진단 특징을 제공하였고, 변경은 비교적 미미하며 후판 슬라브는 거의 확실히 전판과 동일한 개인에서 나왔다고 주장했다. 신푸사우루스 싱기엔시스는 2016년에 팔랑대형 주간포 멤버에서 나온 거의 완전한 관절형 골격인 XNGM WS-53-R3에서 설명한 바 있다. 먹이로는 당대에 서식했던 물고기, 갑각류, 무척추동물을 주로 잡아먹고 살았을 육식성의 포식자로 추정되는 종이다.

## 가까운 친척관계들
신푸사우루스는 2013년에 발표된 탈라토사우르스의 계통생성학적 분석 결과에 따르면 콩카비스피나가 신푸사우르스와 가장 가까운 친척인 것으로 나타났다. 아래는 그러한 분석에 기초한 클래도그램이다.
- 디압시다

- 간센시스속사우루스칸센시스

- 영이나카펜시스

- 프로라세르타 브로미

- 탈라토사우루스과

- 아스케프토사우루아상과

- 미오덴토사우루스 브레비스

- 엔데나사우루스 아쿠티로스트리스

- 안순사우루스 황구오슈엔시스

- 안순사우루스 우샤엔시스

- 아스케프토사우루스 이탤리쿠스

- 탈라토사우루아상과

- 파랄론테스메리아미

- 콩카비스피나비제리덴스

- 신푸사우루스 수니

- 클라라지아 쉰지

- 헤슐레리아 루에벨리

- 아그키스트로그나투스 캄프벨리

- 헥토사우루스 할리우스

- 탈라토사우루스 알렉산드라

- 탈라토사우루스 보렐리스

## 생존시기와 서식지와 화석의 발견
신푸사우루스가 생존하던 시기는 중생대의 트라이아스기 후기로 지금으로부터 2억년전~1억 8천만년전에 서식했던 공룡이다. 생존했던 시기에는 중국을 중심으로 하는 아시아의 인도양과 서부 태평양에서 주로 서식했던 공룡이다. 화석의 발견은 2000년에 중국의 트라이아스기에 형성된 지층에서 중국의 고생물학자들에 의해 처음으로 발견이 되어 새롭게 명명된 종이다.

## 같이 보기
- 파충류
- 중생대
- 트라이아스기
- 기룡
- 공룡
- 화석

[[분류:트라이아스기의 파충류]